# Joachim Biesenthal
Joachim Heinrich Biesenthal (* 1800 in Lobsens, Kreis Wirsitz; † 25. Juni 1886 in Berlin), ursprünglich Raphael Hirsch, auch Johann Heinrich B. oder Carl Ignaz Corvé, war ein deutscher evangelischer Pfarrer polnisch-jüdischer Herkunft, der 1838–1844 in der preußischen und ab 1844 in der britischen Judenmission tätig war.

## Leben
Raphael Hirsch wollte ursprünglich Rabbiner werden, begann dann aber 1827 ein Studium an der Berliner Universität, währenddessen er damit begann, sich mit christlicher Theologie zu beschäftigen. 1835 schloss er sein Studium ab, 1838 trat er zum Christentum über und wurde in der Berliner Judenmission aktiv. Ab 1844 trat er in den Dienst der britischen London Jews Society (LJS).
Biesenthal starb 1886 in Berlin.

## Quelle
- Joachim Biesenthal. In: Jewish Encyclopedia, 1906.

## Werke
- Das Trostschreiben des Apostels Paulus an die Hebräer. Fernau, Leipzig 1878.